# Cirrhilabrus hygroxerus
Cirrhilabrus hygroxerus là một loài cá biển thuộc chi Cirrhilabrus trong họ Cá bàng chài. Loài này được mô tả lần đầu tiên vào năm 2016.

## Từ nguyên
Từ định danh hygroxerus được ghép bởi hai âm tiết trong tiếng Hy Lạp: hugrós (ὑγρός, "ẩm ướt") và xērós (ξηρός, "khô ráo"), hàm ý đề cập đến chu kỳ gió mùa của mùa khô và mùa mưa ở khu vực nhiệt đới phía bắc nước Úc, là nơi mà loài cá này được biết đến.

## Phạm vi phân bố và môi trường sống
C. hygroxerus hiện chỉ được tìm thấy tại một rạn san hô duy nhất ở phía đông của biển Timor, cách Darwin (Úc) khoảng 200 km về phía bắc. Các mẫu vật của C. hygroxerus được thu thập ở độ sâu khoảng 18–37 m, nơi có nhiều mỏm đá trên nền đá vụn.

## Mô tả
Chiều dài lớn nhất được ghi nhận ở C. hygroxerus là 5,6 cm.
Nửa đầu trên và mõm của cá đực có màu vàng cam, có thể có những vệt sọc màu tím nhạt. Môi có màu vàng. Nửa thân trên và cuống đuôi có màu đen. Vùng thân còn lại có màu trắng. Vùng thân tiếp giáp giữa hai khoảng màu đen và trắng có các hàng chấm màu xanh lam óng. Vây lưng có màu đen với các hàng đốm màu xanh óng dọc theo chiều dài vây, có dải màu nâu đỏ nhạt ở nửa vây ngoài, viền trắng ở rìa. Những gai trước của vây lưng vươn cao hơn những tia gai còn lại, tạo nên hình dáng đặc trưng của vây lưng. Vây hậu môn có màu đỏ tươi, có dải đen ở gần rìa vây và dải trắng mỏng ở rìa, hàng đốm xanh như trên vây lưng ở sát gốc vây. Vây bụng lớn, cũng màu đỏ tươi, đen ở gần gốc vây. Vây đuôi có màu vàng nâu, lốm đốm các vệt xanh. Vây ngực trong mờ, đen ở gốc. Mống mắt màu cam sẫm với viền vàng quanh con ngươi.
Cá cái có màu cam phớt vàng ở đầu, chuyển dần sang màu đỏ cam ở thân trên; ngực, bụng và thân dưới màu trắng. Có các đường sọc màu tím nhạt dọc theo chiều dài ở thân trên. Các vây trong mờ, màu đỏ cam. Đốm vàng trên gốc vây ngực.
Số gai ở vây lưng: 11; Số tia vây ở vây lưng: 8; Số gai ở vây hậu môn: 3; Số tia vây ở vây hậu môn: 8; Số tia vây ở vây ngực: 15; Số gai ở vây bụng: 1; Số tia vây ở vây bụng: 5.

## Phân loại học
C. hygroxerus là loài chị em gần nhất với Cirrhilabrus humanni và Cirrhilabrus morrisoni. Cả ba đều thuộc phức hợp loài cùng với các loài Cirrhilabrus joanallenae, Cirrhilabrus naokoae và Cirrhilabrus rubriventralis, đặc trưng bởi các tia gai trước của vây lưng vươn cao, vây đuôi bo tròn và vây bụng hình cánh quạt.
C. hygroxerus đực mang nhiều đặc điểm chung giữa C. humanni (màu đỏ ở vây hậu môn và vây bụng) và C. morrisoni (màu đen ở nửa thân trên), nhưng cá cái của C. hygroxerus và C. morrisoni lại khá giống nhau.